# 200 meter frisim för damer i simning vid olympiska sommarspelen 2004
Sammanställda resultaten för 200 meter frisim, damer vid de Olympiska sommarspelen 2004.

## Rekord
| Världsrekord     | Franziska van Almsick (Tyskland) | Berlin, Tyskland | 1.56,64 | 3 augusti 2002    |
| Olympiskt rekord | Heike Friedrich (DDR)            | Seoul, Sydkorea  | 1.57,65 | 21 september 1988 |

## Medaljörer
| Guld:                   | Silver:                      | Brons:                    |
| Camelia Potec, Rumänien | Federica Pellegrini, Italien | Solenne Figues, Frankrike |

## Resultat
Från de 6 kvalheaten gick de 16 snabbaste tiderna vidare till semifinal.
Från semifinalerna gick de 8 snabbaste tiderna vidare till final.
Alla tider visas i minuter och sekunder.

Q kvalificerad till nästa omgång

DNS startade inte.

DSQ markerar diskvalificerad eller utesluten.

### Kval

#### Heat 1
1. Pilin Tachakittiranan, Thailand 2.05,29
2. Chin-Kuei Yang, Taiwan 2.05,65
3. Julija Rissik, Kazakstan 2.09,93

#### Heat 2
1. Jana Myskova, Tjeckien 2.04,62
2. Vesna Stojanovska, Makedonien 2.04,64
3. Louise Jansen, Danmark 2.06,06
4. Larisa Lacusta, Rumänien 2.06,62
5. Hang-Yu Sze, Hongkong 2.07,55
6. Khadija Ciss, Senegal 2.09,04

#### Heat 3
1. Olena Lapunova, Ukraina 2.02,71
2. Hanna Miluska, Schweiz 2.03,28
3. Florencia Szigeti, Argentina 2.03,29
4. Elina Partoka, Estland 2.03,54
5. Alison Fitch, Nya Zeeland 2.03,58
6. Janelle Atkinson, Jamaica 2.04,06
7. Katinka Hosszu, Ungern 2.04,22
8. Petra Banovic, Kroatien 2.04,24

#### Heat 4
1. Dana Vollmer, USA 1.59,49 Q
2. Elka Graham, Australien 2.00,13 Q
3. Camelia Potec, Rumänien 2.00,50 Q
4. Tomoko Nagai, Japan 2.00,73 Q
5. Martina Moravcova, Slovakien 2.01,00 Q
6. Yu Yang, Kina 2.01,33 Q
7. Sara Isakovic, Slovenien 2.01,71
8. Hyun-Ju Kim, Sydkorea 2.03,33

#### Heat 5
1. Paulina Barzycka, Polen 1.59,52 Q
2. Federica Pellegrini, Italien 1.59,80 Q
3. Melanie Marshall, Storbritannien 2.00,46 Q
4. Alena Poptjanka, Vitryssland 2.00,67 Q
5. Jiaying Pang, Kina 2.00,80 Q
6. Sara Harstick, Tyskland 2.02,25
7. Natalia Sjalagina, Ryssland 2.02,37
8. Mariana Brochado, Brasilien 2.02,91

#### Heat 6
1. Claudia Poll Ahrens, Costa Rica 1:59,50 Q
2. Solenne Figues, Frankrike 1:59,90 Q
3. Josefin Lillhage, Sverige 2:00,04 Q
4. Lindsay Benko, USA 2:00,21 Q
5. Franziska van Almsick, Tyskland 2:00,23 Q
6. Brittany Reimer, Kanada 2:01,39
7. Linda Mackenzie, Australien 2:02,04
8. Zoi Dimoschaki, Grekland 2:03,38

### Semifinaler

#### Heat 1
1. Federica Pellegrini, Italien 1.58,02 Q
2. Jiaying Pang, Kina 1.58,68 Q
3. Josefin Lillhage, Sverige 1.59,31 Q
4. Claudia Poll Ahrens, Costa Rica 1.59,79
5. Alena Poptjanka, Vitryssland 1.59,87
6. Lindsay Benko, USA 2.00,22
7. Yu Yang, Kina 2.00,52
8. Melanie Marshall, Storbritannien 2.01,06

#### Heat 2
1. Solenne Figues, Frankrike 1.58,65 Q
2. Dana Vollmer, USA 1.59,04 Q
3. Paulina Barzycka, Polen 1.59,10 Q
4. Franziska van Almsick, Tyskland 1.59,13 Q
5. Camelia Potec, Rumänien 1.59,25 Q
6. Elka Graham, Australien 1.59,44
7. Martina Moravcova, Slovakien 1.59,96
8. Tomoko Nagai, Japan 2.00,09

### Final
1. Camelia Potec, Rumänien 1.58,03
2. Federica Pellegrini, Italien 1.58,22
3. Solenne Figues, Frankrike 1.58,45
4. Paulina Barzycka, Polen 1.58,62
5. Franziska van Almsick, Tyskland 1.58,88
6. Dana Vollmer, USA 1.58,98
7. Jiaying Pang, Kina 1.59,16
8. Josefin Lillhage, Sverige 1.59,20

## Tidigare vinnare

### OS
- 1896 – 1964: Ingen tävling
- 1968 i Mexico City: Debbie Meyer, USA – 2.10,5
- 1972 i München: Shane Gould, Australien – 2.03,56
- 1976 i Montréal: Kornelia Ender, DDR – 1.59,26
- 1980 i Moskva: Barbara Krause, DDR – 1.58,33
- 1984 i Los Angeles: Mary Wayte, USA – 1.59,23
- 1988 i Seoul: Heike Friedrich, DDR – 1.57,65
- 1992 i Barcelona: Nicole Haislett, USA – 1.57,90
- 1996 i Atlanta: Claudia Poll, Costa Rica – 1.58,16
- 2000 i Sydney: Susie O’Neill, Australien – 1.58,24

### VM
- 1973 i Belgrad: Keena Rothhammer, USA – 2.04,99
- 1975 i Cali, Colombia: Shirley Babashoff, USA – 2.02,50
- 1978 i Berlin: Cynthia Woodhead, USA – 1.58,53
- 1982 i Guayaquil, Ecuador: Annemarie Verstappen, Nederländerna – 1.59,53
- 1986 i Madrid: Heike Friedrich, DDR – 1.58,26
- 1991 i Perth: Hayley Lewis, Australien – 2.00,48
- 1994 i Rom: Franziska van Almsick, Tyskland – 1.56,78
- 1998 i Perth: Claudia Poll, Costa Rica – 1.58,90
- 2001 i Fukuoka, Japan: Giaan Rooney, Australien, 1.58,57
- 2003 i Barcelona: Alena Poptjanka, Vitryssland – 1.58,32